# جوشکاری پلاستیکی
جوشکاری پلاستیک برای مواد نیمه پلاستیکی به کار می‌رود و در ISO 472 به عنوان یکنواخت سازی سطوح نرم شده مواد، به کمک گرما (به جز جوشکاری حلّال)، توصیف شده‌است. جوشکاری ترموپلاستیک‌ها در سه مرحله متوالی انجام می‌شود، آماده‌سازی سطح، اعمال گرما و فشار و خنک سازی. روشهای جوشکاری زیادی برای اتصال مواد پلاستیکی نیمه تمام(semi-finished) ایجاد شده‌است. بر اساس مکانیزم تولید گرما در فصل مشترک جوشکاری، روش‌های جوشکاری برای ترموپلاستیک را می‌توان به عنوان روش‌های گرمایش خارجی و داخلی طبقه‌بندی کرد. همان‌طور که در شکل ۱ نشان داده شده‌است.
تولید یک جوش با کیفیت خوب فقط به روش‌های جوشکاری بستگی ندارد بلکه قابلیت جوشکاری مواد پایه را نیز دارد؛ بنابراین، ارزیابی قابلیت جوشکاری پلاستیکها از اهمیت بیشتری نسبت به عملیات جوشکاری برخوردار است. 

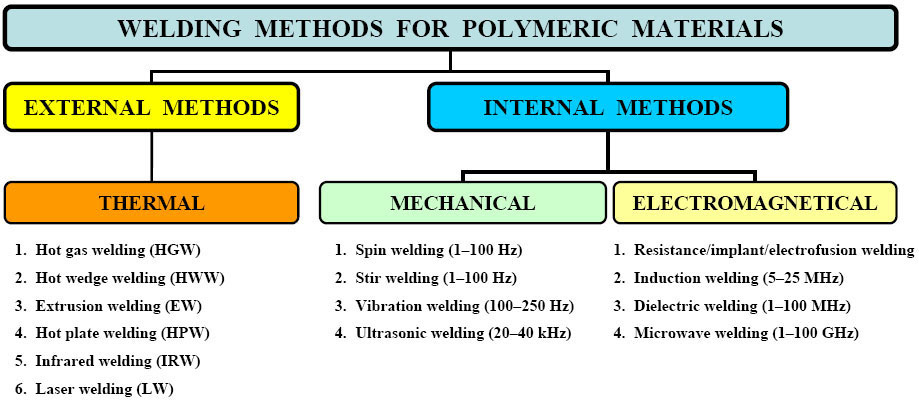
عکس. ۱. طبقه‌بندی روشهای جوشکاری مواد پلیمری نیمه تمام(semi-finished).

## تکنیک‌های جوشکاری
تعدادی از تکنیک‌هایی که برای جوشکاری محصولات نیمه تمام پلاستیکی استفاده می‌شود به شرح زیر است:

### جوشکاری گاز داغ
جوشکاری گاز داغ که جوشکاری هوای گرم نیز گفته می‌شود، یک روش جوشکاری پلاستیک با استفاده از گرما است. یک وسیله گرمایی ویژه که جوشکار هوای گرم نیز نامیده می‌شود، جت هوای گرم تولید می‌کند که قطعات قابل اتصال را نرم می‌کند، همه این پلاستیک‌ها باید از یک پلاستیک مشابه باشند. (جوشکاری پی وی سی به اکریلیک از این قاعده مستثنی است)
جوشکاری هوای گرم / گاز یک روش ساخت معمول برای ساخت اقلام کوچکتر مانند مخازن شیمیایی، مخازن آب، مبدل‌های حرارتی و اتصالات لوله‌کشی است.
در مورد شبکه‌ها و فیلم‌ها ممکن است از میله پرکننده استفاده نشود. دو ورق پلاستیک از طریق یک گاز داغ (یا یک المنت حرارتی) گرم می‌شوند و سپس روی هم سر می‌خورند. این نوع فرایند جوشکاری سریع است و می‌تواند به‌طور مداوم انجام شود.

#### میله جوشکاری
میله جوش پلاستیکی که به میله جوشکاری ترموپلاستیک نیز معروف است، میله ای با مقطع دایره ای یا مثلثی است که برای اتصال دو قطعه پلاستیک به یکدیگر استفاده می‌شود. آنها در طیف گسترده‌ای از رنگ‌ها برای مطابقت با رنگ مواد پایه در دسترس هستند. میله جوش پلاستیکی قرقره ای به "spline" معروف است.
نکتهٔ مهم طراحی و ساخت میله جوش پلاستیکی، تخلخل ماده است. تخلخل زیاد منجر به ایجاد حباب هوا (حفره) در میله‌ها می‌شود که کیفیت جوشکاری را کاهش می‌دهد. از این رو بالاترین کیفیت میله‌های جوش پلاستیکی، آنهایی هستند که دارای تخلخل صفر هستند، که تقریباً وجود ندارد.

#### آب‌بندی حرارتی
آب‌بندی حرارتی فرایند آب‌بندی ترموپلاستیک به ترموپلاستیک دیگر با استفاده از گرما و فشار است. در روش تماس مستقیم آب‌بندی حرارتی از یک قالب دائمی یا میله آب‌بندی داغ استفاده می‌کنند تا گرما را به یک منطقه تماس برای جوشکاری ترموپلاستیک‌ها وارد کند. آب‌بندی حرارتی برای بسیاری از کاربردها از جمله اتصالات به وسیلهٔ گرما، چسب‌های فعال شده با حرارت و آب‌بندی فیلم یا فویل استفاده می‌شود. برنامه‌های متداول برای فرایند آب‌بندی حرارتی: اتصالات مهر و موم گرما برای اتصال LCDها به PCB در بسیاری از لوازم الکترونیکی مصرفی و همچنین در تجهیزات پزشکی و مخابراتی استفاده می‌شود. آب‌بندی حرارتی محصولات با چسب‌های حرارتی برای شفاف نگه داشتن محصولات الکترونیکی و سایر مجموعه‌های آب‌بندی شده از ترموپلاستیک یا دستگاه‌هایی است که در آن جوشکاری اولتراسونیک به دلیل الزامات طراحی قطعه یا سایر ملاحظات مونتاژ گزینهٔ مناسبی نیست. از آب‌بندی حرارتی همچنین در ساخت فیلم آزمایش خون و محیط فیلتر برای خون، ویروس و بسیاری دیگر از دستگاه‌های نوار آزمایش استفاده می‌شود که امروزه در زمینه پزشکی بسیار پر کاربرد است. فویل‌های لمینت و فیلم‌های روی سینی‌های پزشکی ترموپلاستیک اغلب آب‌بندی می‌شوند، بطری‌ها و ظروف برای آب‌بندی یا جلوگیری از آلودگی دستگاه‌های آزمایش پزشکی، سینی‌های جمع‌آوری نمونه و ظروف مورد استفاده برای محصولات غذایی بسته می‌شوند. ظروف انعطاف‌پذیر پزشکی و صنایع غذایی یا ظروف انعطاف‌پذیر از آب‌بندی حرارتی برای جوشکاری محیطی مواد پلاستیکی کیسه‌ها یا برای آب‌بندی درگاه‌ها و لوله‌ها در کیسه‌ها استفاده می‌کنند. انواع مهر و موم کننده‌های حرارتی برای اتصال مواد ترموپلاستیک مانند فیلم‌های پلاستیکی در دسترس است: سیلر نوار گرم، سیلر فشاری و غیره

#### جوشکاری آزاد
با جوشکاری آزاد، جت هوای گرم (یا گاز بی اثر) روی ماشین جوشکاری به‌طور همزمان بر روی منطقه جوش و نوک میله جوش قرار می‌گیرد. با نرم شدن میله، به داخل مفصل رانده می‌شود و به قسمت‌های مختلف می‌رسد. این روند کندتر از اکثر مراحل دیگر است، اما تقریباً در هر شرایطی قابل استفاده است.

### جوشکاری سرعتی(Speed tip welding)
با جوشکاری سریع، ماشین جوشکاری پلاستیکی، از نظر ظاهر و توان مشابه آهن لحیم کاری، با یک لوله تغذیه برای میله جوش پلاستیکی مجهز شده‌است. نوک ماشین جوشکاری، میله و سطح را گرم می‌کند، در حالی که همزمان میله جوش مذاب را به موقعیت فشار می‌دهد، یک مهره از پلاستیک نرم شده در اتصال قرار می‌گیرد، و قطعات و میله جوش ذوب می‌شوند. با برخی از انواع پلاستیک مانند پلی پروپیلن، میله جوش ذوب شده باید با مواد پایه نیمه ذوب ساخته شده یا مخلوط شود. این تکنیک‌های جوشکاری با گذشت زمان بهبود یافته و بیش از ۵۰ سال توسط سازندگان و تعمیرکاران پلاستیکی حرفه ای در سطح بین‌المللی مورد استفاده قرار گرفته‌اند. روش جوشکاری با نوک سرعت یک روش جوشکاری سریعتر است و با تمرین می‌توان در گوشه‌های تنگ از آن استفاده کرد. نسخه ای از «اسلحه» نوک سرعت اساساً یک آهن لحیم با نوک پهن و پهن است که می‌تواند برای ذوب اتصال جوش و مواد پرکننده برای ایجاد پیوند استفاده شود.

### جوش اکستروژن
جوش اکستروژن امکان استفاده از جوش‌های بزرگتر را در یک جوش تنها فراهم می‌کند. این روش ترجیحی برای اتصال مواد بیش از ۶ میلی‌متر ضخامت است میله جوشکاری به وسیله اکسترودر پلاستیکی دستی کوچک کشیده شده و به پلاستیک تبدیل می‌شود و در مقابل قطعاتی که از اکسترودر خارج می‌شوند به هم متصل می‌شوند و با جت هوای گرم نرم می‌شوند تا اتصال ایجاد شود.

### جوشکاری تماس
این همان جوشکاری نقطه ای است با این تفاوت که گرما به جای هدایت الکتریکی با هدایت حرارتی نوک‌های پیچ تهیه می‌شود. دو قسمت پلاستیکی در جایی جمع می‌شوند که نوک‌های گرم شده آنها را خرج می‌کند، ذوب شده و قطعات به هم متصل می‌شوند.

### جوشکاری صفحه داغ
مربوط به جوشکاری تماسی، این روش برای جوشکاری قطعات بزرگتر، یا قطعاتی که دارای هندسه اتصال جوش پیچیده هستند، استفاده می‌شود. دو قسمت جوشکاری شده در ابزار متصل به دو صفحه مخالف پرس قرار می‌گیرند. یک صفحه داغ، با شکلی که با هندسه اتصال جوش قطعاتی که باید جوش داده شوند مطابقت دارد، در موقعیت بین دو قسمت قرار می‌گیرد. دو صفحه مخالف قطعات را در تماس با صفحه داغ قرار می‌دهند تا جایی که گرما رابط‌ها را به نقطه ذوب پلاستیک نرم می‌کند. با رسیدن به این شرایط صفحه داغ برداشته می‌شود و قطعات به هم فشرده می‌شوند و نگه داشته می‌شوند تا زمانی که اتصال جوش سرد شود و دوباره جامد شود و پیوند دائمی ایجاد شود.
تجهیزات جوشکاری صفحه داغ به صورت پنوماتیک، هیدرولیکی یا الکتریکی با سروو موتور کنترل می‌شوند.
این فرایند برای جوشکاری خودرو در زیر اجزای کاپوت، اجزای تزئینی داخلی خودرو، دستگاه‌های فیلتراسیون پزشکی، اجزای لوازم خانگی مصرف‌کننده و سایر اجزای داخلی خودرو استفاده می‌شود.

### جوشکاری بدون تماس
مشابه جوشکاری صفحه داغ، جوشکاری غیر تماسی از منبع حرارت مادون قرمز برای ذوب کردن سطح جوش و نه صفحه گرم استفاده می‌کند. این روش از چسبیدن مواد به صفحه داغ جلوگیری می‌کند، اما دستیابی به جوش‌های سازگار، به ویژه در قطعات پیچیده هندسی، گران‌تر و دشوارتر است.

### جوشکاری با فرکانس بالا
جوشکاری با فرکانس بالا، همچنین به عنوان آب‌بندی حرارتی دی الکتریک یا مهر و موم فرکانس رادیویی (RF) شناخته می‌شود، فناوری بسیار پیشرفته ای است که از دهه ۱۹۴۰ وجود دارد. امواج الکترومغناطیسی با فرکانس بالا در محدوده فرکانس‌های رادیویی می‌توانند برخی از پلیمرها را گرم کنند تا پلاستیک‌ها برای اتصال نرم شوند. پلاستیک‌های گرم شده تحت فشار با هم جوش می‌خورند. گرما در داخل پلیمر با تغییر جهت سریع از دو قطبی‌های شیمیایی پلیمر ایجاد می‌شود، به این معنی که می‌توان حرارت را به صورت محلی درآورد و فرایند را به صورت مداوم انجام داد.
فقط برخی از پلیمرهای حاوی دو قطبی می‌توانند توسط امواج RF گرم شوند، به ویژه پلیمرهایی که قدرت تلفات بالایی دارند. در این میان، پی وی سی، پلی آمیدها (PA) و استات‌ها معمولاً با این فناوری جوش داده می‌شوند. در عمل، دو قطعه از مواد بر روی یک میز پرس قرار می‌گیرند که به هر دو سطح سطح فشار وارد می‌کند. از دای برای هدایت فرایند جوشکاری استفاده می‌شود. هنگامی که پرس‌ها به همدیگر می‌رسند، امواج با فرکانس بالا (معمولاً ۲۷٫۱۲۰مگاهرتز) از ناحیه کوچک بین قالب و میز محل جوشکاری عبور داده می‌شود. این فرکانس بالا (فرکانس رادیویی) پلاستیکی را که تحت فشار جوش داده می‌شود گرم می‌کند و شکل قالب را به خود می‌گیرد.
جوشکاری RF سریع و نسبتاً آسان است، تخریب سطحی از پلیمر ایجاد می‌کند که حتی لایه‌های ضخیم را جوش می‌دهد و بخار ایجاد نمی‌کند، به مقدار متوسطی انرژی نیاز دارد و می‌تواند جوش‌های ضدآب، هوا و باکتری تولید کند. پارامترهای جوشکاری عبارتند از: توان جوشکاری، (گرمایش و سرمایش) زمان و فشار، در حالی که دما به‌طور مستقیم کنترل نمی‌شود. برای حل برخی از مشکلات جوشکاری می‌توان از مواد کمکی نیز استفاده کرد. این نوع جوشکاری برای اتصال فیلم‌های پلیمری مورد استفاده در صنایع مختلف که به یک مهر و موم مقاوم در برابر نشت نیاز دارند، استفاده می‌شود. در صنعت پارچه، RF معمولاً برای جوشکاری PVC و پلی اورتان (PU) استفاده می‌شود. مواد دیگری که معمولاً با استفاده از این فناوری جوش داده می‌شوند، نایلون، PET ,PEVA ,EVA و برخی پلاستیک‌های ABS هستند. هنگام جوشاندن اورتان احتیاط کنید زیرا هنگام ذوب شدن گازهای سیانور آزاد می‌کند.

### جوشکاری القایی
هنگامی که یک عایق الکتریکی، مانند پلاستیک، با ماده ای با هدایت الکتریکی بالا مانند فلزات یا الیاف کربن جاسازی شده باشد، می‌توان جوشکاری القایی را انجام داد. دستگاه جوشکاری شامل یک سیم پیچ القایی است که با جریان الکتریکی فرکانس رادیویی انرژی می‌گیرد. که یک میدان الکترومغناطیسی تولید می‌کند که بر روی یک قطعه کار رسانای الکتریکی یا یک فرومغناطیسی عمل می‌کند. در یک قطعه کار رسانای الکتریکی، اثر اصلی گرمایش، گرمایش مقاومتی است که ناشی از جریان‌های القایی به نام جریان گردابی است. جوشکاری القایی مواد ترموپلاستیک تقویت شده با فیبر کربن یک فناوری است که معمولاً در صنایع هوافضا به کار می‌رود.
در یک قطعه کار فرو مغناطیسی، پلاستیک‌ها را می‌توان با فرمول بندی آنها با ترکیبات فلزی یا فرو مغناطیسی، به نام حساس کننده، جوش داد. این حساسیت‌ها انرژی الکترومغناطیسی را از یک سیم پیچ القایی جذب می‌کنند، داغ می‌شوند و با هدایت حرارتی انرژی گرمایی خود را به مواد اطراف از دست می‌دهند.

### جوشکاری تزریقی
جوشکاری تزریقی مشابه با جوشکاری اکستروژن است، با این تفاوت که با استفاده از نکات خاصی در مورد جوشکار دستی، می‌توان نوک آن را در سوراخ‌های نقص‌های سطحی پلاستیکی در اندازه‌های مختلف فرو برد و آنها را از داخل به بیرون وصل کرد. مزیت این جوشکاری این است که نیازی به دسترسی به پشت سوراخ نقص نیست. گزینه دیگر یک وصله است، با این تفاوت که وصله را نمی‌توان با پلاستیک اصلی اطراف به همان ضخامت سنباده زد. PE و PP مناسب‌ترین نوع فرایند هستند. Injectiweld Drader نمونه ای از چنین ابزاری است.

### جوشکاری التراسونیک
در جوشکاری اولتراسونیک فرکانس بالا (۱۵ کیلوهرتز تا ۴۰ کیلوهرتز) از ارتعاش با دامنه کم برای ایجاد گرما از طریق اصطکاک بین مواد مورد اتصال استفاده می‌شود. رابط دو قسمت به‌طور خاص برای تمرکز انرژی برای حداکثر مقاومت جوش طراحی شده‌است. از اولتراسونیک تقریباً می‌توان روی همه مواد پلاستیکی استفاده کرد. این نوع جوشکاری سریعترین فناوری آب‌بندی حرارتی موجود است.

### جوشکاری اصطکاکی
در جوشکاری اصطکاکی، دو قسمت مونتاژ شده با فرکانس پایین‌تر به یکدیگر مالیده می‌شوند (به‌طور معمول ۱۰۰–۳۰۰ هرتز) و دامنه بالاتر (معمولاً ۱ تا ۲ میلیمتر (۰٫۰۳۹ تا ۰٫۰۷۹ اینچ)). اصطکاک ناشی از حرکت همراه با فشار بین دو قسمت گرما ایجاد می‌کند که باعث ذوب شدن مناطق تماس بین دو قسمت می‌شود. در این مرحله، مواد پلاستیک شده شروع به تشکیل لایه‌هایی می‌کنند که با یکدیگر آمیخته می‌شوند، بنابراین نتیجه آن جوشکاری محکم است. با اتمام حرکت ارتعاش، قطعات تا زمانی که اتصال جوش خنک شوند و پلاستیک ذوب شده دوباره جامد شود، در کنار یکدیگر قرار می‌گیرند. حرکت اصطکاک می‌تواند به صورت خطی یا مداری باشد و طراحی مشترک دو قسمت باید اجازه این حرکت را بدهد.

### جوشکاری چرخشی
جوشکاری چرخشی شکل خاصی از جوشکاری اصطکاکی است. با استفاده از این فرایند، یک جز با اتصال جوش ثابت می‌ماند، در حالی که جز دیگر با سرعت بالا چرخیده و به جز ثابت فشار وارد می‌کند. اصطکاک چرخشی بین دو جز باعث تولید گرما می‌شود. هنگامی که سطوح اتصال به حالت نیمه گداخته می‌رسند، ماده چرخشی به‌طور ناگهانی متوقف می‌شود. نیرو بر روی دو جز تا زمان خنک شدن و دوباره جامد شدن درز جوش حفظ می‌شود. این یک روش معمول برای تولید چرخ‌های پلاستیکی کم و متوسط است، به عنوان مثال، برای اسباب بازی‌ها، چرخ دستی‌ها، سطل‌های بازیافت و غیره. این فرایند همچنین برای جوشکاری دهانه‌های مختلف بندر به داخل خودرو در زیر اجزای هود استفاده می‌شود.

### جوشکاری با لیزر
این تکنیک نیاز به انتقال یک قسمت به یک پرتوی لیزر دارد یا قسمت دیگر جاذب یا یک پوشش در رابط است تا جذب پرتو شود. در حالیکه پرتوی لیزر در امتداد خط اتصال حرکت می‌کند، دو قسمت تحت فشار قرار می‌گیرند. پرتو از قسمت اول عبور می‌کند و توسط قسمت دیگر یا پوشش جذب می‌شود تا گرمای کافی تولید کند تا واسط نرم شود و یک جوش دائمی ایجاد شود.
از لیزرهای دیود نیمه هادی به‌طور معمول در جوشکاری پلاستیک استفاده می‌شود. از طول موج در محدوده ۸۰۸نانومتر تا ۹۸۰ نانومتر می‌توان برای پیوستن به ترکیبات مختلف مواد پلاستیکی استفاده کرد. بسته به مواد، ضخامت و سرعت فرایند مورد نظر به سطح توان کمتر از ۱ وات تا ۱۰۰ وات نیاز است.
سیستم‌های لیزر دیود دارای مزایای زیر در اتصال مواد پلاستیکی هستند:
- تمیزتر از اتصال چسبنده
- بدون میکرو نازل برای گرفتگی
- بدون مایع یا بخار برای تأثیر بر روی سطح
- بدون مواد مصرفی
- توان عملیاتی بالاتر
- می‌تواند به قطعه کار در هندسه‌های چالش‌برانگیز دسترسی پیدا کند
- سطح بالای کنترل فرایند

لزومات اتصالات با مقاومت بالا شامل انتقال کافی از طریق لایه فوقانی، جذب توسط لایه پایین، سازگاری مواد، طراحی مناسب اتصالات (فشار بستن، ناحیه اتصال) و قدرت تراکم پایین‌تر است.
برخی از مواد قابل پیوند شامل پلی پروپیلن، پلی کربنات، اکریلیک، نایلون و ABS هستند .
کاربردهای خاص شامل آب‌بندی، جوش یا اتصال: سوند کیسه‌های پزشکی، ظروف، کلید ریموت خودرو، پوسته‌های ضربان ساز قلب (پیس میکر) سرنگِ مفاصل، چراغ جلو یا عقب خودرو، پمپ بدنه و بخش‌هایی از تلفن همراه. 

#### جوشکاری پلاستیکی لیزر شفاف
فناوری جدید لیزر فیبر امکان تولید طول موج‌های لیزر طولانی‌تر را فراهم می‌کند، به‌طور معمول بهترین نتایج در حدود ۲۰۰۰ نانومتر است، که به‌طور قابل توجهی بیشتر از میانگین 808nm تا 1064nm لیزر دیود مورد استفاده برای جوشکاری لیزری پلاستیک است. از آنجا که این طول موج‌های طولانی‌تر از ترموپلاستیک‌ها راحت تر جذب می‌شوند تا تابش مادون قرمز جوشکاری مرسوم پلاستیک، امکان جوشکاری دو پلیمر شفاف و بدون رنگ و مواد افزودنی جذب کننده وجود دارد. کاربردهای متداول بیشتر در صنعت پزشکی برای دستگاه‌هایی مانند کاتتر و دستگاه‌های میکرو سیال وجود دارد. استفاده زیاد از پلاستیک‌های شفاف، به ویژه پلیمرهای انعطاف‌پذیر مانند TPU , TPE و PVC، در صنعت دستگاه‌های پزشکی باعث می‌شود جوشکاری لیزر شفاف کاملاً طبیعی باشد. همچنین، این فرایند نیازی به افزودنی یا مواد رنگی آزمایش شده ندارد و نیازهای سازگاری زیستی را به‌طور قابل توجهی آسان‌تر می‌کند.

### جوشکاری حلال
در جوشکاری حلال، از یک حلال استفاده می‌شود که می‌تواند به‌طور موقت پلیمر را در دمای اتاق حل کند. وقتی این اتفاق می‌افتد، زنجیره‌های پلیمری آزادانه در مایع حرکت می‌کنند و می‌توانند با سایر زنجیره‌های مشابه حل شده در اجزا دیگر مخلوط شوند. با توجه به زمان کافی، حلال از طریق پلیمر نفوذ کرده و از محیط خارج می‌شود، به طوری که زنجیره‌ها تحرک خود را از دست می‌دهند. این یک توده جامد از زنجیرهای پلیمری درهم پیچیده را به وجود می‌آورد که یک جوش حلال را تشکیل می‌دهد.
این روش برای اتصال لوله‌های PVC و ABS معمولاً مانند لوله‌کشی‌های خانگی استفاده می‌شود. «چسباندن» بهم پیوستن مدلهای پلاستیکی (پلی کربنات، پلی استایرن یا ABS) نیز یک فرایند جوشکاری حلال است.
دی کلرومتان (متیلن کلراید) می‌تواند پلی کربنات و پلی متیل متاکریلات را جوشکاری حلالی کند. دی کلرومتان ماده اصلی در برخی از سیمان‌های حلال است. پلاستیک ABS معمولاً با حلالهای استونی جوش داده می‌شود که اغلب به عنوان مواد رقیق کننده رنگ یا در ظروف کوچکتر به عنوان پاک کننده لاک ناخن فروخته می‌شوند.
جوشکاری با حلال یک روش معمول در ساخت پلاستیک است و توسط تولیدکنندگان نمایشگرهای داخل فروشگاه، نگهدارنده‌های بروشور، موارد ارائه و پوشش‌های گرد و غبار استفاده می‌شود. یکی دیگر از کاربردهای محبوب حلال‌ها در بخش سرگرمی، ساخت مدل از کیت‌های تزریق شده برای مدل‌های مقیاس هواپیما، کشتی و اتومبیل است که عمدتاً از پلاستیک پلی استایرن استفاده می‌کنند.

## تست جوش پلاستیکی
برای آزمایش جوش‌های پلاستیکی، چندین مورد برای بازرسی و آزمون وجود دارد. علاوه بر این، دو نوع مختلف از آزمایش کیفیت جوش وجود دارد. این دو نوع آزمایش مخرب و غیر مخرب است. آزمایش مخرب برای تعیین صلاحیت و تعیین کمیت اتصال جوش است در حالی که آزمایش غیر مخرب برای شناسایی ناهنجاری‌ها، ناپیوستگی‌ها، ترک‌ها و شکاف‌ها است. همان‌طور که از نام این دو آزمون پیداست، آزمایش مخرب بخشی را که در حال آزمایش است از بین می‌برد در حالی که آزمایش غیر مخرب امکان استفاده از قطعه را فراهم می‌کند. روش‌های مختلفی در هر یک از این انواع وجود دارد. در این بخش برخی از الزامات آزمایش جوش‌های پلاستیکی و همچنین انواع مختلف روش‌های تخریبی و غیر مخرب که برای جوشکاری پلاستیک قابل اجرا هستند و برخی از مزایا و معایب را مرور می‌کنند، بیان می‌شود.

### الزامات آزمایش
برخی از استانداردها مانند انجمن جوشکاری آمریکا (AWS) به افرادی با سطح توانایی بالا برای انجام آزمایش‌ها نیاز دارند. به عنوان مثال، AWS G1.6 مشخصات صلاحیت بازرسان جوش پلاستیک برای گازهای گرم، اکستروژن گاز داغ و جوشهای ترموپلاستیک تهویه ابزار گرم شده‌است. این استاندارد خاص حکم می‌کند که برای بازرسی از جوش‌های پلاستیکی، بازرس به یکی از ۳ سطح صلاحیت مختلف نیاز دارد. این سطح بازرس جوش پلاستیک (APWI)، بازرس جوش پلاستیک (PWI) و بازرس جوش پلاستیک ارشد (SPWI) هستند. هر یک از این سطوح مسئولیت‌های متفاوتی دارند. به عنوان مثال، APWI برای انجام بازرسی یا تهیه گزارش باید نظارت مستقیم بر PWI یا SPWI داشته باشد. این سه سطح مختلف صدور گواهینامه نیز دارای الزامات مختلف توانایی، شرایط تحصیلات و شرایط آزمون هستند. بعلاوه، آنها باید بتوانند این صلاحیت را هر ۳ سال یکبار حفظ کنند.

### آزمایش مخرب

#### تست خم
در آزمون خم از یک قوچ برای خم شدن کوپن تست به میزان دلخواه استفاده می‌شود. این تست در شکل ۲ نشان داده شده‌است.
لیستی از حداقل زاویه‌های خمش و جابجایی برای مواد مختلف پلاستیکی را می‌توان در استاندارد DVS , DVS2203-1 و DVS2203-5 یافت. برخی از سرعت‌های خمش، زاویه خمش و اطلاعات تغییر مکان از DVS2203-1 در جدول ۱ و جدول ۲ نشان داده شده‌است.
| مواد                            | سرعت تست [میلی‌متر در دقیقه] |
| پلی اتیلن با چگالی بالا         | ۵۰                          |
| پلی پروپیلن (PP-R)              | ۵۰                          |
| پلی پروپیلن (PP-H، PP-B)        | ۲۰                          |
| پلی وینیلیدن فلوراید            | ۲۰                          |
| پلی وینیل کلراید - پلاستیک نشده | ۱۰                          |

| ضخامت نمونه آزمایش s [mm]   | زاویه خم [درجه] | جابجایی رم [میلی‌متر] |
| {\displaystyle 3<s\leq 5}   | ۱۶۰             | ۶۰                   |
| {\displaystyle 5<s\leq 15}  | ۱۶۰             | ۷۰                   |
| {\displaystyle 16<s\leq 20} | ۱۶۰             | ۸۵                   |
| {\displaystyle 21<s\leq 25} | ۱۶۰             | ۱۷۰                  |
| {\displaystyle 26<s\leq 30} | ۱۶۰             | ۱۵۰                  |

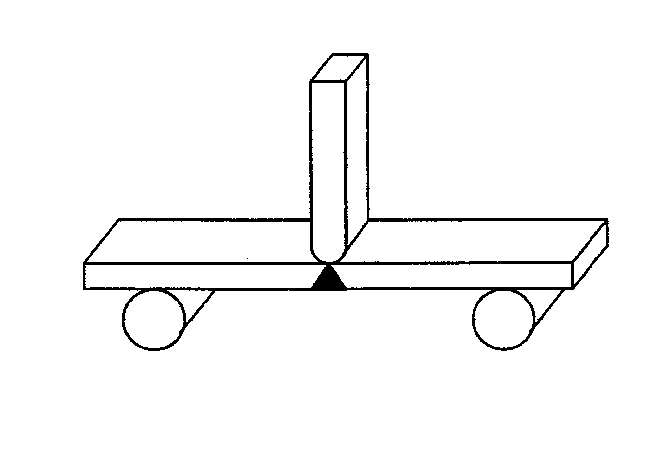
شکل ۲: تنظیم تست خم

برخی از مزایای آزمون خمش، ارائه داده‌های کیفی برای کشش، فشار و برش است. این نتایج معمولاً به سطح اطمینان بالاتری در کیفیت اتصال و فرایند جوش منجر می‌شوند. در مقابل، برخی از معایب آن این است که نیاز به چندین آزمایش دارد. معمولاً توصیه می‌شود حداقل از ۶ نمونه آزمایش مختلف استفاده کنید. از دیگر معایب این است که مقادیر خاصی برای ارزیابی خط اتصال ارائه نمی‌دهد. علاوه بر این، ممکن است تلاش زیادی برای تهیه قطعه برای آزمایش لازم باشد. این امر می‌تواند بسته به پیچیدگی قطعه باعث افزایش هزینه و برنامه شود. سرانجام، مانند تمام آزمایش‌های تخریبی، قطعه یا درز جوش تخریب می‌شود و نمی‌تواند مورد استفاده قرار گیرد.
هنگام انجام تست کشش، یک قطعه آزمایش کشیده می‌شود تا خراب شود. این آزمایش کمی است و در صورت داشتن کشش سنجهای نمونه، نهایت مقاومت کششی، کشش و همچنین انرژی حاصل از خرابی را فراهم می‌کند. علاوه بر این، نتایج حاصل از آزمایش کششی قابل انتقال به آزمایش خزش نیست. سرعت کشیدن نمونه به ماده بستگی دارد. علاوه بر این، شکل نمونه نیز حیاتی است. DVS2203-5 و AWS G1.6 منابع بسیار خوبی برای ارائه این جزئیات هستند. نمونه‌هایی از اشکال در شکل ۳ تا شکل ۵ نشان داده شده‌است. بعلاوه، سرعت آزمایش برای هر ماده در جدول ۳ نشان داده شده‌است.یک مزیت آزمون کشش این است که داده‌های کمی از جوش را برای هر دو درز جوش و مواد پایه فراهم می‌کند. بعلاوه، انجام آزمون کشش آسان است. یک نقطه ضعف عمده این آزمایش میزان آماده‌سازی لازم برای انجام آزمایش است. عیب دیگر این است که عملکرد جوش طولانی مدت را فراهم نمی‌کند. علاوه بر این، از آنجا که نوعی آزمایش مخرب است، برای جمع‌آوری این داده‌ها، قطعه از بین می‌رود.

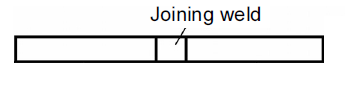
شکل ۳: نمونه آزمایش کشش، شکل 1

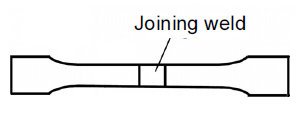
شکل ۴: نمونه آزمایش کشش، شکل 2

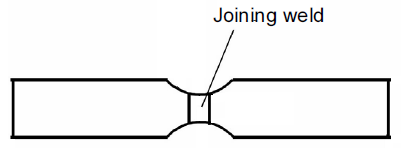
شکل ۵: نمونه آزمایش کشش، شکل 3

| مواد                | سرعت تست [mm / min]        |
| پلی اتیلن           | {\displaystyle 50\pm 10\%} |
| PP-R                | {\displaystyle 50\pm 10\%} |
| PA 12               | {\displaystyle 50\pm 10\%} |
| PP-H                | {\displaystyle 20\pm 10\%} |
| PP-B                | {\displaystyle 20\pm 10\%} |
| PVDF                | {\displaystyle 20\pm 10\%} |
| PE، رسانای الکتریکی | {\displaystyle 20\pm 10\%} |
| E-CTFE              | {\displaystyle 20\pm 10\%} |
| PVC-U               | {\displaystyle 20\pm 10\%} |
| PVC-C               | {\displaystyle 20\pm 10\%} |

#### تست ضربه
تست ضربه همچنین به عنوان تست ضربه کششی شناخته می‌شود، از نمونه ای استفاده می‌شود که به صورت آونگ بسته می‌شود. نمونه آزمایشی مانند نمونه ای است که در شکل ۴ نشان داده شده‌است. آونگ به پایین آن آویزان می‌شود و نمونه را روی سندان ضربه می‌زنند. این آزمایش امکان تعیین انرژی ضربه را برای درز جوش و مواد پایه فراهم می‌کند. علاوه بر این، می‌توان با اندازه‌گیری طول نمونه پس از آزمون، کشیدگی شکستگی دائمی را محاسبه کرد. مزیت اصلی این آزمون دستیابی به داده‌های کمی است. مزیت دیگر آن این است که راه اندازی آن آسان است. معایب آن این است که برای انجام این آزمایش نیز می‌تواند آمادگی زیادی داشته باشد. همچنین، مانند آزمایش کشش، عملکرد جوش طولانی مدت تعیین نمی‌شود و قطعه از بین می‌رود.

#### تست خزش
آزمایش خزش دو نوع است، آزمایش خزشی کششی و آزمایش واماندگی بر اثر خزش. هر دو آزمایش خزش عملکرد جوش طولانی مدت نمونه آزمایش را بررسی می‌کنند. این آزمایش‌ها معمولاً در محیطی با دمای ثابت و تنش ثابت انجام می‌شود. این آزمون برای دستیابی به اطلاعات کافی جهت انجام تجزیه و تحلیل آماری، حداقل به ۶ نمونه نیاز دارد. این آزمون از آن جهت سودمند است که داده‌های کمی را در مورد عملکرد جوش طولانی مدت ارائه می‌دهد. با این حال، معایب خود را نیز دارد. تلاش‌های زیادی برای تهیه نمونه و پیدا کردن آنها باید صرف شود. همچنین، باید کنترل دقیق محیط آزمایش وجود داشته باشد. انحراف در دمای محیط باعث می‌شود که زمان شکست قطعه به علت خزش به شدت متفاوت شود. در بعضی موارد، تغییر درجه حرارت ۱ درجه سانتیگراد ۱۳٪ بر زمان شکست خزش تأثیر می‌گذارد. سرانجام، این آزمایش دوباره یک آزمایش مخرب است، بنابراین با انجام این نوع آزمایش، قسمت میزبان از بین می‌رود.

### آزمایش غیر مخرب

#### آزمون بصری
همان‌طور که از نام آن پیداست، آزمون بصری یک تحقیق بصری در مورد جوشکاری است. بازرس معمولاً به دنبال علائم بصری مانند تغییر رنگ، نقص جوش، ناپیوستگی، تخلخل، بریدگی، خراش و غیره است. به‌طور معمول بازرسی بصری برای معیارهای بازرسی واجد شرایط به دسته‌ها یا گروه‌های مختلف تقسیم می‌شود. این گروه‌بندی‌ها ممکن است از نظر استاندارد متفاوت باشد و هر گروه دارای نقص خاصی است که آنها را قابل قبول می‌دانند. ۵ جدول و نمودار در DVS استاندارد DVS2202-1 وجود دارد که انواع مختلف نقص‌های معاینه بصری و معیارهای پذیرش مجاز آنها را نشان می‌دهد.
بازرسی بصری از این جهت که سریع، آسان و ارزان است و برای انجام آن به ابزارها و اندازه‌گیری‌های بسیار ساده نیاز دارد، بسیار سودمند است. از آنجا که سرعت آن بسیار زیاد است، معمولاً قبل از انجام آزمایش غیرمخرب اضافی برای نمونه، باید یک آزمون بصری بعد از جوشکاری انجام دهید. در مقابل، بازرسی باید توسط شخصی انجام شود که دارای تجربه و مهارت زیادی باشد. بعلاوه، این نوع آزمون هیچ داده‌ای در مورد کیفیت درز جوش نمی‌دهد. به دلیل هزینه پایین، اگر مشکوک به قطعه ای باشید، آزمایش را می‌توان بدون سرمایه‌گذاری اولیه انجام داد.

#### آزمایش اشعه ایکس
آزمایش اشعه ایکس پلاستیک‌ها مشابه جوشکاری فلزات است، اما از شدت تابش کمتری نسبت به فلزات استفاده می‌کنند زیرا پلاستیک‌ها دارای چگالی پایین‌تری هستند. آزمایش اشعه ایکس برای یافتن عیوب موجود در زیر سطح استفاده می‌شود. این نقص‌ها شامل تخلخل، اجزا جامد، حفره‌ها، ترک و … است. اشعه ایکس تابش را از طریق جسم آزمایش شده به یک فیلم یا دوربین منتقل می‌کند. این فیلم یا دوربین یک تصویر تولید می‌کند. تراکم‌های مختلف جسم به صورت سایه‌های مختلف در تصویر نشان داده می‌شود و بنابراین محل نقص را نشان می‌دهد. یکی از مزایای اشعه ایکس این است که راهی برای نشان دادن سریع نقص‌های سطح و داخل اتصال جوش فراهم می‌کند. علاوه بر این، از اشعه ایکس می‌توان روی طیف گسترده‌ای از مواد استفاده کرد. می‌توان از آنها برای ایجاد رکورد برای آینده استفاده کرد. یکی از معایب اشعه ایکس پرهزینه و پرمصرف بودن آن است. مورد دیگر این که نمی‌تواند در ارزیابی کیفیت درز جوش یا بهینه‌سازی پارامترهای فرایند استفاده شود. علاوه بر این، اگر انقطاع به درستی با پرتو تابش مطابقت نداشته باشد، تشخیص آن دشوار است. عیب چهارم این است که دسترسی به هر دو طرف قطعه مورد اندازه‌گیری مورد نیاز است. درنهایت، به دلیل اشعه ای که در طی فرایند اشعه ایکس منتقل می‌شود، خطر سلامتی ایجاد می‌کند.

#### آزمایش اولتراسونیک

شکل ۶: عیب‌یابی بازرسی اولتراسونیک.

آزمایش اولتراسونیک از امواج صوتی با فرکانس بالا که از جوش عبور می‌کنند استفاده می‌کند. اگر امواج به نشانه ای برخورد کنند منعکس شده یا شکسته می‌شوند. موج منعکس شده یا شکسته شده مدت زمان متفاوتی را که برای انتقال از فرستنده به گیرنده نیاز دارد، در مقایسه با زمان وجود نشانه ای متفاوت خواهد داشت. این تغییر در زمان نحوه تشخیص نقص است. اولین مزیتی که آزمایش اولتراسونیک فراهم می‌کند این است که امکان تشخیص نسبتاً سریع نقص داخل اتصال جوش را فراهم می‌کند. این روش آزمایشی همچنین می‌تواند نقص را در اعماق قطعه تشخیص دهد. علاوه بر این، می‌توان آن را فقط با دسترسی از یک طرف قسمت انجام داد. در مقابل، چندین معایب استفاده از آزمایش اولتراسونیک وجود دارد. اولین مورد این است که نمی‌توان از آن برای بهینه‌سازی پارامترهای فرایند یا ارزیابی کیفیت درز جوش استفاده کرد. ثانیاً، هزینه بر و پرمصرف است. همچنین برای انجام آزمون به تکنسین‌های مجرب نیاز دارد. سرانجام، محدودیت‌های مواد با پلاستیک به دلیل محدودیت‌های انتقال امواج مافوق صوت از طریق برخی از پلاستیک‌ها وجود دارد. شکل ۶ نمونه ای از آزمایش اولتراسونیک را نشان می‌دهد.

#### آزمایش حفره ولتاژ بالا
تست ولتاژ بالا به آزمایش جرقه معروف است. در این نوع آزمایش از محیط رسانای الکتریکی برای پوشاندن جوش استفاده می‌شود. پس از پوشش دهی جوش، جوش در معرض یک میله ولتاژ بالا قرار می‌گیرد. این آزمایش نشانه ای از سوراخ در جوش را هنگام مشاهده قوس از طریق جوش نشان می‌دهد. این نوع آزمایش از آن جهت سودمند است که امکان تشخیص سریع نقص داخل درز جوش را فراهم می‌کند و شما فقط باید به یک طرف جوش دسترسی داشته باشید. یک نقطه ضعف در این نوع آزمایش این است که راهی برای ارزیابی کیفیت درز جوش وجود ندارد. علاوه بر این، جوش باید با مواد رسانا پوشانده شود.

#### تست تراکم نشت
در آزمایش تراکم نشت یا آزمایش نشت، با فشار مایع یا گاز قطعه را تحت فشار قرار می‌دهند. این نوع آزمایش به‌طور معمول بر روی لوله‌ها، کانتینرها و شناورها انجام می‌شود. روش دیگر برای آزمایش نشت اعمال خلأ بر روی آن است. یکی از مزایای آن این است که یک روش سریع برای شناسایی نقص جوش است. علاوه بر این، می‌توان آن را روی چندین ماده و اشکال مختلف استفاده کرد. از طرف دیگر، دارای عیوبی هم است. اولاً، راهی برای ارزیابی کیفیت درز جوش وجود ندارد. ثانیاً، اگر در هنگام آزمایش بیش از حد تحت فشار قرار گیرد، خطر انفجار با آن همراه است. و در نهایت به ساختار لوله‌ها محدود هستند.

## سایر مراجع
- جی الکس نویمان و فرانک جی بوکوف، "جوشکاری پلاستیک ها"، ۱۹۵۹ ، انتشارات رینهولد.
- ایمنی در استفاده از بخاری‌ها و مهر و موم‌های دی الکتریک با فرکانس رادیویی ،شابک ‎۹۲-۲-۱۱۰۳۳۳-۱
- Michael J. Troughton , "Handbook of Plastics Joining, A Practical Guide"، 2nd ed.، ۲۰۰۸،شابک ‎۹۷۸-۰-۸۱۵۵-۱۵۸۱-۴
- Tres , Paul A. ، "طراحی قطعات پلاستیکی برای مونتاژ"، چاپ ششم، ۲۰۰۶ ،شابک ‎۹۷۸-۱-۵۶۹۹-۰۴۰۱-۵
- Grewell, David A.، Benatar, Avraham, Park, Joon Bu, "Plastic and Composites Welding Handbook"، ۲۰۰۳،شابک ‎۱-۵۶۹۹۰-۳۱۳-۱